# 尼聶巴·加瑪一世
尼聶巴·加瑪一世（英語：Nripa Kama I）是古印度曷薩拉王朝的首任國王，於976年至1006年在任，子為門打。